# Henschel DHG 240 B
Die Henschel DHG 240 B ist eine dieselhydraulische Lokomotive, die von den Henschel-Werken gebaut wurde. Sie war für den Einsatz im Rangierdienst vorgesehen. Die Achsfolge der Henschel DHG 240 B ist B. Der konstruktive Ursprung dieser Maschine stammt nicht aus Kassel, sondern aus Esslingen. 1961 übernahm Henschel das Diesellok-Typenprogramm der Maschinenfabrik Esslingen. Von dort wurden die konstruktiven Merkmale wie zum Beispiel der Gelenkwellenantrieb übernommen und die Lokomotiven in Kassel gebaut.
Die Henschel DHG 240 B wurde zwischen 1963 und 1971 in 34 Exemplaren gebaut. Die Loks gingen vornehmlich an Chemiebetriebe und Raffinerien in Deutschland und der Schweiz. Von diesen wurden elf Loks explosionsgeschützt ausgerüstet. Einzelne Loks wurden ebenfalls mit Funkfernsteuerung ausgerüstet.
Folgende Lokomotiven werden bisher museal erhalten:
- Henschel 30866, Baujahr 1963, ehm. Eschweiler Röhrenwerke GmbH, seit November 2023 bei den Eisenbahnfreunde Grenzland e.V. im belgischen Raeren.[1]
- Henschel 31090, Baujahr 1965, ehm. P&G - Procter & Gamble Manufacturing GmbH, seit Dezember 2018 bei den DBK Historische Bahn e.V. in Crailsheim.[2]